# Tomasz I d’Autremencourt
Tomasz I d’Autremencourt (zm. 1210) – francuski baron Salony w latach 1205–1210.

## Życiorys
Był lennikiem Bonifacego z Montferratu, króla Tessaloniki, który podbił południową Grecję w wyniku następstw IV krucjaty. Tomasz otrzymał Salonę wraz z tytułem barona. Wybudował tam zamek na bazie fortyfikacji starożytnego akropolu. Twierdza ta istnieje do dziś i jest jednym z najlepiej zachowanych świadectw obecności łacinników w Grecji. Nazwa „Salona” która do dzisiaj funkcjonuje w codziennym użyciu mieszkańców regionu, mimo urzędowego nadania miastu nazwy antycznej Amfissy, pochodzi prawdopodobnie od Królestwa Tessaloniki. Tomasz I szybko rozciągnął swoje władztwo na pobliski port w Galaxidi. W okolicach 1210 roku Salona tymczasowo znalazła się pod panowaniem despoty Epiru, Michała I Angelosa. Jego następcą był Tomasz II d’Autremencourt.